# 턱시도 (소프트웨어)
턱시도(Tuxedo)는 Transactions for Unix, Extended for Distributed Operations의 준말로, 분산 컴퓨팅 환경의 분산 트랜잭션 처리를 관리하는데 사용되는 미들웨어 플랫폼이다. 1980년대에 AT&T가 개발한 이 소프트웨어는 2008년 오라클의 소프트웨어 제품이 되었다.

## 애드온 제품
- 메인프레임 리호스팅
- SALT
- TSAM
- TMA
- JCA 어댑터
- 턱시도 메시지 큐